# Alexander Acosta
Alexander Acosta (ur. 16 stycznia 1969 w Miami) – amerykański prawnik i sekretarz pracy.

## Życiorys
Ukończył studia licencjackie z dziedziny ekonomii na Harvard College, a następnie uzyskał doktorat na Harvard Law School. Jest członkiem Partii Republikańskiej. W 2013 został uhonorowany nagrodą Higher Education Award. W lutym 2017 prezydent Donald Trump mianował go na stanowisko sekretarza pracy.
W 2008, gdy był prokuratorem na Florydzie, zaakceptował ugodę z Jeffreyem Epsteinem, któremu zarzucono wykorzystywanie seksualne dziesiątek kobiet, w tym nieletnich. Na mocy ugody multimilioner został skazany zaledwie na 13 miesięcy więzienia. 12 lipca 2019 Acosta zrezygnował ze stanowiska sekretarza pracy, gdy media ujawniły jego działania jako prokuratora w sprawie Jeffreya Epsteina. Zakończył urzędowanie 19 lipca tego samego roku.

## Życie prywatne
Jest mężem Jan Elizabeth Williams.